# Országh Antal
Országh Antal (Máramarossziget, 1818 körül – Budapest, 1878. április 6.) magyar festőművész, grafikus, fényképész, író.

## Élete
1848-ban császári és királyi hadapród volt és hatvanad magával átszökött az olaszokhoz; a velencei legió tisztje lett; innét Konstantinápolyba ment, ahol mint fényképész és nyelvmester tartotta fenn magát. 1853-ban Párizsba költözött, ahol a tollrajzban kitünő ügyességre tett szert és mint festő, fényképész gazdag volt és gond nélkül élt. Miután a porcelán fotográfiát feltalálta, az Odeon színház körül ateliert nyitott; azonban művei, bár csinosak, de nem voltak tartósak. 1862-ben kegyelmet kapott és visszament Pestre és ott nyitott műhelyt a Kerepesi úton; itt sem boldogult, tönkre jutott és mint díjnok a kereskedelmi miniszteriumban Budán tengődött, ahol 1878. április 6-án agyonlőtte magát. A finom tollrajznak valódi mestere volt, a fáradságos munka bámulatos kitartásával. E tekintetben a középkori jellegben készített Husztvár című műve figyelmet érdemlő kézirat történelmi és művészi tekintetben; szövege a Simoncsich latin munkájának fordítása, de számos új adattal és okmánnyal.
Cikkei a Divatcsarnokban (1853. Párisból Londonig, 1853-1856. Párisi levelek, franczia beszélyek, 1854. A francziák Gallipoliban, Spencer Leopold); a Magyar Sajtóban (1855. 27., 53. sat. sz. A világkiállítás, 66: Párisi képműtárlat, 85., 87. sz. Közmunkálatok Francziaországban, 116. sz. Közsegély).

## Munkái
- A párisi mohikánok. Regény. Dumas Sándor után ford. Párisban Országh Antal és többen. Pest, 1854-61. Harmincznégy kötet. (Legújabb Külföldi Regénycsarnok, kiadja Friebeisz István).
- Cserepár színműve. Kölcsey Ferencz emlékének szentelve. Páris, 1862. márcz. Hat saját kőnyomatú képpel. (Kőnyomat a m. n. múzeumban).

### Kéziratban
- Máramarosmegye monographiája

#### Színműfordításai
- Sulliván, vígj. 3 felv. Mellesville után (Először adatott a pesti nemzeti színházban 1853. ápr. 13)
- Tamás bátya kunyhója dr. 6 felv. Dennery után (először május 13-án)
- Pénz és becsület, dr. 5 felvonásban Ponsard után (először május 25.)
- Szív és hozomány, vígj. 5 felv. Mellesville után (először június 8.)
- Lady Tartuffe, vígj. 5 felv. Girardinné után (először jún. 22.)
- Horac munkái, vígj. 1 felv. Pierron Ödön után (először júl. 6.)
- Árva Feri, színmű 3 felv. George Sand után szabadon magyarosította (először júl. 15.)
- Színfalak ördöge, ezt szintén Sand után ford.